# Worth County (Georgia)
Das Worth County ist ein County im Bundesstaat Georgia der Vereinigten Staaten. Der Verwaltungssitz (County Seat) ist Sylvester.

## Geographie
Das County liegt im mittleren Süden von Georgia, ist im Süden etwa 80 km von Floridas Nordgrenze entfernt und hat eine Fläche von 1488 Quadratkilometern, wovon 13 Quadratkilometer Wasseroberfläche sind und grenzt im Uhrzeigersinn an folgende Countys: Crisp County, Turner County, Tift County, Colquitt County, Mitchell County, Dougherty County und Lee County.
Das County ist Teil der Metropolregion Albany.

## Geschichte
Worth County wurde am 20. Dezember 1853 aus Teilen des Dooly County und des Irwin County gebildet. Benannt wurde es nach General William J. Worth, der im texanisch-mexikanischen Krieg kämpfte.

## Demografische Daten
Laut der Volkszählung von 2010 verteilten sich die damaligen 21.679 Einwohner auf 8.214 bewohnte Haushalte, was einen Schnitt von 2,62 Personen pro Haushalt ergibt. Insgesamt bestehen 9.251 Haushalte.
73,4 % der Haushalte waren Familienhaushalte (bestehend aus verheirateten Paaren mit oder ohne Nachkommen bzw. einem Elternteil mit Nachkomme) mit einer durchschnittlichen Größe von 3,07 Personen. In 35,1 % aller Haushalte lebten Kinder unter 18 Jahren sowie in 28,0 % aller Haushalte Personen mit mindestens 65 Jahren.
27,5 % der Bevölkerung waren jünger als 20 Jahre, 22,9 % waren 20 bis 39 Jahre alt, 28,6 % waren 40 bis 59 Jahre alt und 20,9 % waren mindestens 60 Jahre alt. Das mittlere Alter betrug 40 Jahre. 48,0 % der Bevölkerung waren männlich und 52,0 % weiblich.
70,3 % der Bevölkerung bezeichneten sich als Weiße, 27,6 % als Afroamerikaner, 0,3 % als Indianer und 0,3 % als Asian Americans. 0,5 % gaben die Angehörigkeit zu einer anderen Ethnie und 1,1 % zu mehreren Ethnien an. 1,5 % der Bevölkerung bestand aus Hispanics oder Latinos.
Das durchschnittliche Jahreseinkommen pro Haushalt lag bei 38.684 USD, dabei lebten 18,4 % der Bevölkerung unter der Armutsgrenze.

## Orte im Worth County
Orte im Worth County mit Einwohnerzahlen der Volkszählung von 2010:
Cities:
- Poulan – 851 Einwohner
- Sylvester (County Seat) – 6188 Einwohner
- Warwick – 423 Einwohner

Town:
- Sumner – 427 Einwohner